# Friedrich Franz Bauer
Friedrich Franz Bauer, né le 18 janvier 1903 et mort en 1972, est un SS et photographe allemand, proche d'Heinrich Himmler. Il réalise un grand nombre de photographies de propagande pour la SS.

## Biographie
Friedrich Franz Bauer apprend la photographie dans le studio de ses parents à Pfaffenhofen, puis à l'Institut bavarois d'enseignement de la photographie à Munich. Avec son frère cadet Karl Ferdinand, il adhère au parti nazi et à la SA dès 1922.  Après l'interdiction de la SA ils adhèrent à nouveau au parti, Karl Ferdinand en 1929, Friedrich Franz le 1er septembre 1930. En 1930, il ouvre avec son frère un atelier de photographie à Munich. L'affiche de propagande représentant Hindenburg et Hitler, lors des élections législatives allemandes de novembre 1933, porte la marque de cet atelier. Friedrich Franz adhère à la SS en juillet 1933.

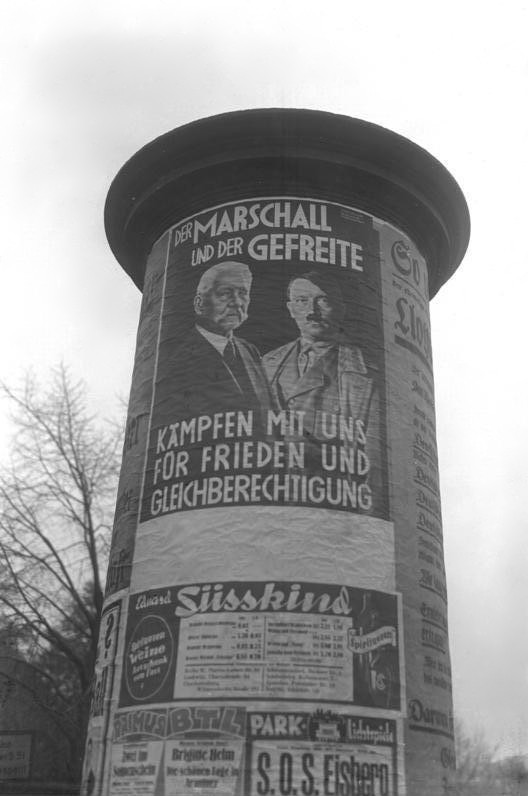
L'affiche indique :le maréchal et le caporal combattent avec nous pour la paix et l'égalité des droits.

Grâce aux contacts personnes de Friedrich Franz Bauer avec Heinrich Himmler, ils deviennent rapidement des photographes officiels du parti nazi. En raison de difficultés financières, le studio photo devient en 1937 une société anonyme, la F. F. Bauer GmbH, dans laquelle la SS détient la majorité des capitaux. La société dépend directement de l'office central SS pour l'économie et l'administration (WVHA).
Bauer prend part, aux côtés de Heinrich Himmler et Adolf Hitler, à l'annexion de l'Autriche puis des Sudètes en 1938.
En 1939, les locaux commerciaux sont transférés de Munich à Berlin. Bauer crée des archives officielles de la SS dans le bureau principal de la sécurité du Reich, Prinz-Albrecht-Straße 8.
Des tensions entre les frères et les responsables de la WVHA — protégés par Heinrich Himmler, ils poursuivaient leurs travaux de photographe de presse alors que la WVHA souhaitait transformer l'entreprise en maison d'édition — conduisent en 1942 au désengagement de l'office central SS. Grâce à ses contacts avec Himmler, Friedrich Franz Bauer reprend lui-même l'entreprise, contre l'avis d'Oswald Pohl, qui fonde le Völkischer Kunstverlag en septembre 1942.

## Photographies
Friedrich Franz Bauer réalise dès mai 1933 plusieurs portraits anthropométriques de détenus de Dachau, ce qui rejoint une logique de l'immatriculation et de l'assignation du détenu à une nouvelle identité, celle déterminée par l'administration du camp. Ainsi, « le portrait du détenu peut être perçu comme la partie singularisée d'un corps que la société concentrationnaire devait pouvoir tout à la fois comprendre et punir, exclure et investir, réduire et légiférer. La dépersonnalisation perçue au quotidien par de nombreux déportés était ainsi accentuée un peu plus par la photographie d'immatriculation ».

Détenus au camp de concentration de Dachau
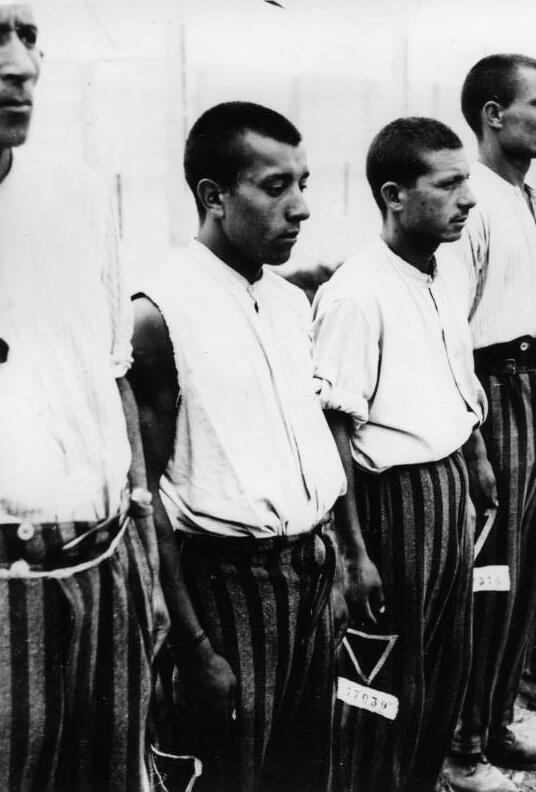
Appel des détenus, juillet 1938.
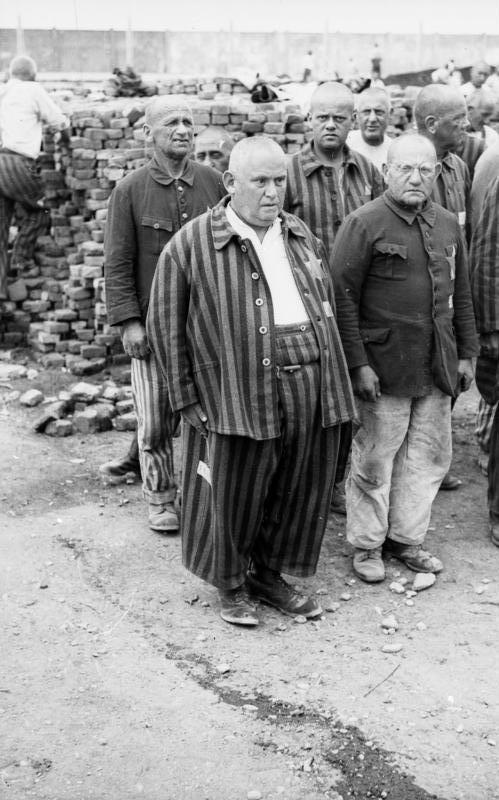
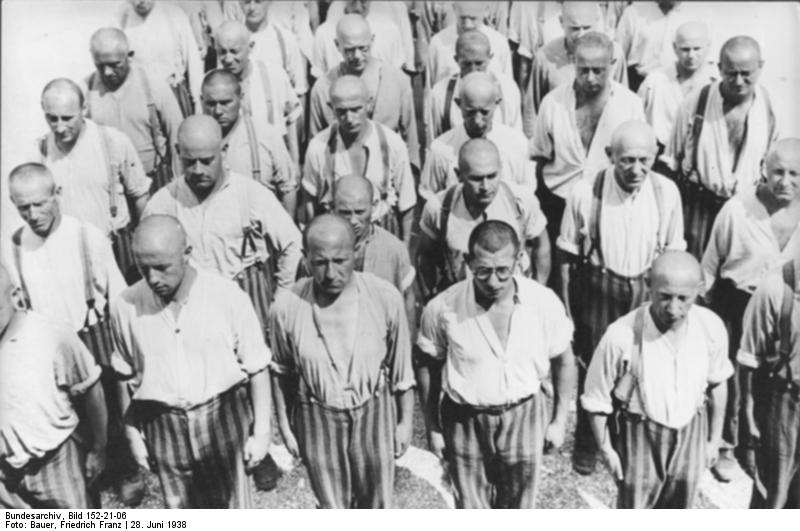

Il consacre plusieurs reportages au camp de Dachau, ses prises de vue contribuant à définir les individus mis à l'écart du mouvement d'uniformisation qui touche la société allemande sous le nazisme. Plusieurs de ses photographies servent de fondement à des publications de propagande, notamment  dans l'Illustrierter Beobachter, ou dès 1933 pour tenter de répondre aux inquiétudes sur l'ouverture du camp de concentration, dans le Münchener Illustrierte Presse. Ces reportages contribuent à cacher la répression et la violence pour ne laisser transparaître qu'une image d'ordre établi. Le camp de concentration y devient « un lieu de rééducation et d'apprentissage de vertus que l'appareil d'état présente comme formatrices (ordre, discipline et travail). Ce travail de propagande s'élabore à travers la mise en place d'une imagerie apaisante ».
Enfin, Bauer a également réalisé plusieurs images de l'Heilanstalt Schönbrunn, établissement impliqué dans l'euthanasie des enfants.

Photographies de l'Heilanstalt Schönbrunn
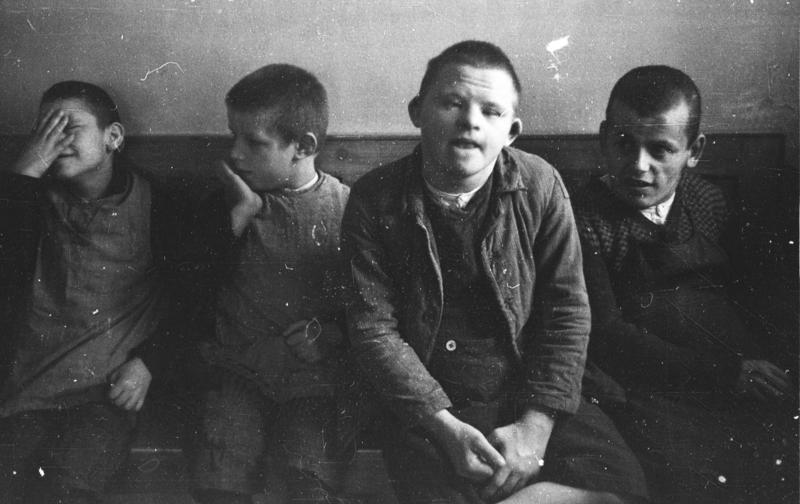
Enfants, février 1934.
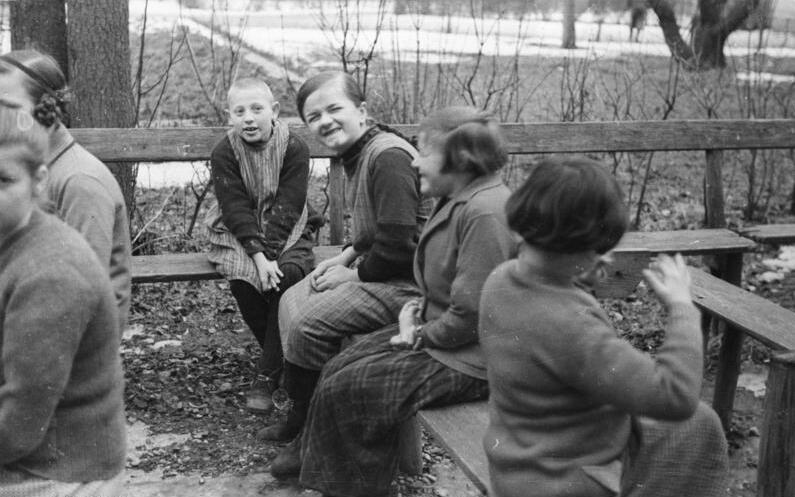